# Сражение при Студеница
Сражението на Студеница е бой между сдружените чети на Вътрешната македоно-одринска революционна организация на Петър Ацев и Никола Пешков и османска жандармерия. Сражението завършва с разгром на българските чети.

## История
На 6 (19) юли 1903 година четите на Петър Ацев и Никола Пешков, заедно с тридесетина граждани прилепчани – всичко около 80 души, са ненадейно нападнати в местността Ливада, северозападно под връх Студеница край Беловодица от 20 – 30 османски жандармеристи. Четите се оттеглят на юг, но са пресрещнати от войска от гарнизона в Дуйне. Четниците са обстрелвани от няколко страни и се сражават поединично и на малки групи. Загиват 18 четници, главно от гражданите, между които Тале Христов, учителят Димитър Сливянов, йеромонах Козма, Григор Ракиджиев, Йордан Нунев и други. Тале Христов е тежко ранен и умира скрит в една пещера.
Разгромът на съдинените чети при Студеница се отразява върху духа на революционерите в Прилеп и Прелепско и е сред причините за слабото участие в последвалото въстание.